# Тромбоцитопенія
Тромбоцитопені́я — зниження кількості тромбоцитів нижче 150—100× 109/л, що супроводжується підвищеною кровоточивістю та проблемами із зупинкою кровотечі, симптом багатьох хвороб.

## Види
Тромбоцитопенію поділяють на:
- Спадкову
- Набуту

За клінічним перебігом:
- Гостра
- Хронічна

Також за причиною виникнення тромбоцитопенія є:
- Первинна (самостійне захворювання)
- Вторинна (симптоматична, як наслідок реакцій на інші захворювання, ушкодження)

Первинна тромбоцитопенічна пурпура
1. Ідіопатична тромбоцитопенічна пурпура (хвороба Верльгофа):
  - Аутоімунна тромбоцитопенічна пурпура (хронічна форма хвороби Верльгофа).
  - Гетероімунна тромбоцитопенічна пурпура (гостра форма хвороби Верльгофа).
2. Ізоімунна тромбоцитопенічна пурпура:
  - Тромбоцитопенічна пурпура новонароджених як наслідок несумісності плоду та матері за тромбоцитарними антигенами.
  - Тромбоцитопенічна пурпура після переливання крові та тромбоцитарної маси.
3. Трансімунна тромбоцитопенічна пурпура новонароджених, які народились від матерів, хворих на ІТП.
4. Спадкова тромбоцитопенічна пурпура.

Вторинна (симптоматична) тромбоцитопенічна пурпура
1. Тромбоцитопенії, асоційовані з аутоімунними захворюваннями:
  - Синдром Еванса—Фішера
  - У хворих з неорганоспецифічними аутоімунними захворюваннями (системний червоний вовчанк, ревматоїдний артрит та ін.).
  - У хворих з органоспецифічними аутоімунними захворюваннями (тиреоїдит Хашимото, хронічний дифузний гломерулонефрит).
2. Тромбоцитопенічна пурпура в період розпалу інфекційних захворювань (цитомегаловірусна інфекція, краснуха, вітряна віспа, септичний ендокардит тощо)
3. Коагулопатіїспоживання:
  - Гемолітико-уремічний синдром
  - Тромботична тромбоцитопенічна пурпура (синдром Мошковіца)
  - Тяжкі форми геморагічного васкуліту
4. Тромбоцитопенічна пурпура при захворюваннях системи крові:
  - Гіпопластичні анемії
  - Фолієво- та вітамін В12-дефіцитні анемії
  - Пароксизмальна нічна гемоглобінурія
  - лейкоз, лімфогранулематоз та інші гемобластози
5. Токсична тромбоцитопенічна пурпура:
  - Гельмінтози
  - Деякі отруєння
  - Обмінні розлади при уремії, печінковій комі.
6. Перерозподільні тромбоцитопенії при портальній гіпертензії та захворюваннях, які супроводжуються спленомегалією.
7. Тромбоцитопенії, зумовлені механічною травматизацією кров'яних пластинок (при гемангіомах, ангіоматози тощо.)
8. Тромбоцитопенічна пурпура при променевій хворобі.[3]

## Поширення тромбоцитопеній
Частота тромбоцитопенії досить велика — від 10 до 130 нових випадків на 1 млн населення.

## Патогенез
У фізіологічних умовах кількість тромбоцитів у крові може коливатися. Вона залежить від фізичного навантаження, травлення, гормонального фону, у жінок від менструального циклу.
Три шляхи виникнення тромбоцитопенії:
- підвищеним руйнуванням тромбоцитів
- дефіцит утворення тромбоцитів
- підвищене використання тромбоцитів[4][1]

Тромбоцитопенія може бути самостійним захворюванням або симптомом низки патологічних станів (набутих або спадкових). Вона може бути зумовлена підвищеним руйнуванням тромбоцитів або недостатнім утворенням. У клінічній практиці найчастіше зустрічаються іммунні тромбоцитопенії, пов'язані із впливом на тромбоцити антитіл.
Причинами симптоматичних тромбоцитопеній можуть бути:
- Гіпо- й аплазія кісткового мозку.
- Заміщення кісткового мозку пухлинною тканиною при гемобластозах.
- Пригнічення тромбоцитопоезу при хімічних впливах, вірусних захворюваннях.
- Споживання тромбоцитів при ДВЗ-синдромі.
- Механічна травма тромбоцитів при спленомегаліях.
- Соматична мутація при хворобі Маркіафави—Мікелі.
- Неефективний тромбоцитопоез при В12(фолієво)-дефіцитній анемії.
- Вірусна хвороба «тяжка гарячка з синдромом тромбоцитопенії».

## Клінічні прояви
Можуть бути різноманітним.
Найтиповішими є різного виду кровотечі, жовтяниці, зменшення кількості тромбоцитів у крові.
Зниження числа тромбоцитів менш як 100× 109/л спричинює подовження часу кровотечі, до 20 — 50× 109/л — появу петехій та пурпури, нижче 10× 109/л — спонтанні кровотечі.